# Barracuda Queens
Barracuda Queens es una serie dramática sueca creada por Amanda Adolfsson que se estrenó el 8 de junio de 2023 en la plataforma de streaming Netflix. La serie se basa en parte en hechos reales y la primera temporada consta de seis episodios. Camilla Ahlgren está a cargo del guion junto con Sofie Forsman, Tove Forsman y Veronica Zacco.

## Sinopsis
La serie tiene lugar a principios de la década de los 90 y gira en torno a cuatro amigas adolescentes aburridas y privilegiadas que llaman a su banda «Barracuda Queens». Después de gastar demasiado dinero en fiestas comienzan a irrumpir en villas elegantes de clase alta en Djursholm (Estocolmo) donde luego continúan su gira de atracos a sus ricos vecinos por pura emoción.     

## Reparto
- Alva Bratt - Lollo Millkvist[4]
- Tea Stjärne – Mia Thorstensson
- Tindra Monsen – Klara Rapp
- Sandra Zubovic – Frida Rapp
- Sarah Gustafsson -Amina Khalil
- Izabella Scorupco – Margareta Millkvist
- Johannes Bah Kuhnke – Claes Rapp
- Carsten Bjørnlund – Lars Millkvist
- Max Ulveson – Calle Millkvist
- Mirja Turestedt – Viveca Rapp
- Meliz Karlge – Laila Khalil
- Michaela Thorsen – Cecilia Thorstensson

## Producción
El 2 de junio de 2022 el desarrollo de una nueva serie que se encontraba en etapa de producción. La producción está a cargo de las productoras Frida Asp y Fatima Varhos, con su nueva productora llamada Asp Varhos. La responsable del guion, Camila Ahlgren, describió el proyecto como «Nuestra ambición es crear algo divertido, desafiante y fresco y, al mismo tiempo, contar una historia sobre los tiempos en que vivimos, con cinco chicas inteligentes de clase alta de Djursholm que no conocen límites como personajes principales».
La primera exhibición del tráiler se realizó en Lille durante el festival Serie Mania.

## Estreno
Los seis episodios de cuarenta y cinco minutos se estrenaron internacionalmente el 8 de junio de 2023 en la plataforma de streaming Netflix.